# Krama

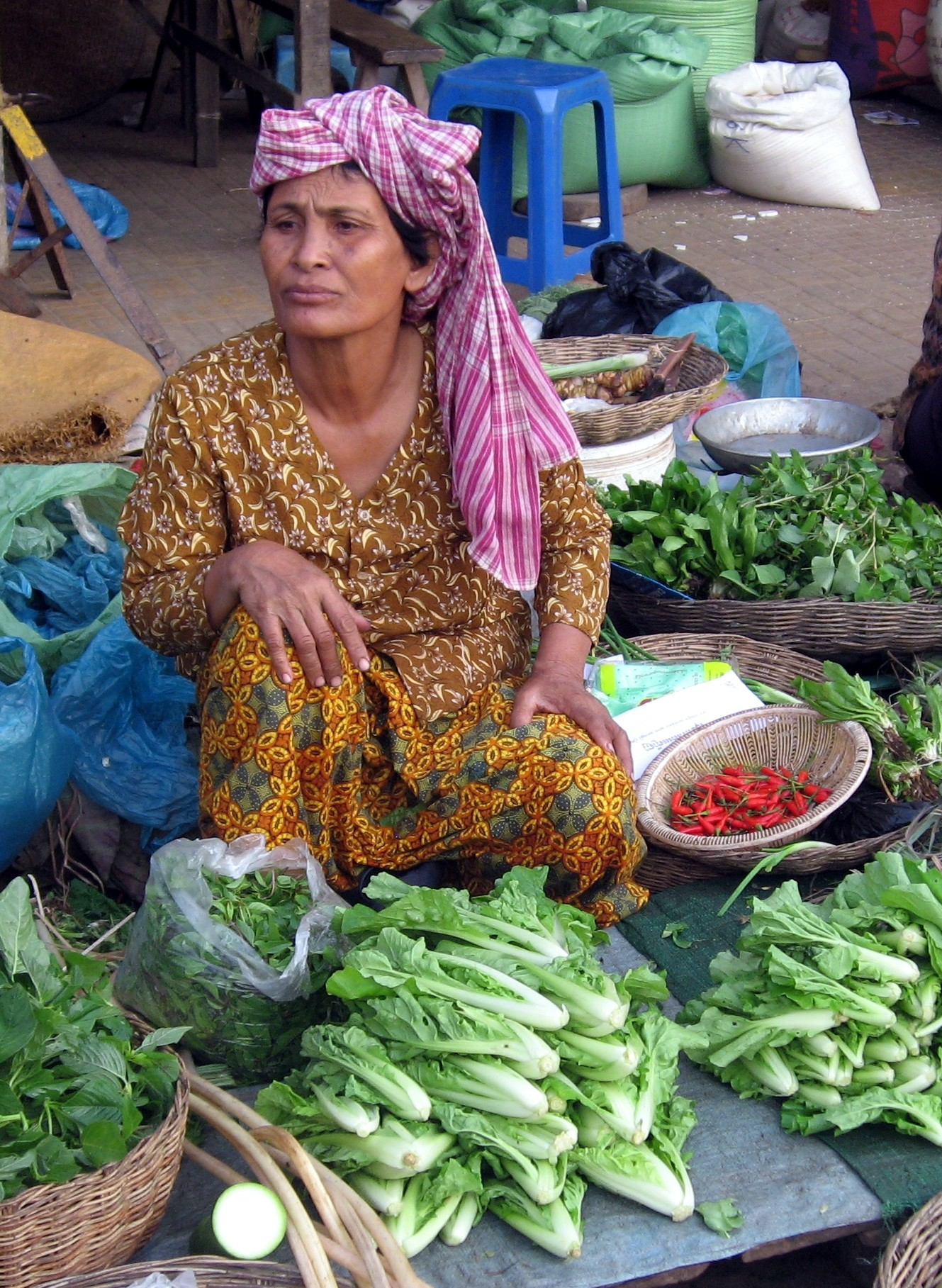
Marktfrau mit Krama in Kampong Thom, Kambodscha

Der Krama  (Khmer ក្រមារ) ist ein traditioneller dünner Baumwollschal der Khmer. Den Krama gibt es in verschiedenen Farben und Mustern, am weitesten verbreitet ist die weiß-rot-karierte Variante des üblichen Vichy-Musters, die auch zur Uniform der Roten Khmer gehörte. Der Krama wird in Kambodscha sowohl von Männern als auch von Frauen getragen.
Im Nordosten von Thailand, Isaan, wird der Schal ผ้าขาวม้า (Pha Kaao Ma) genannt, und ist besonders bei der kambodschanischen Minderheit aber auch bei der laotischen Bevölkerung beliebt. Während der Zeit der Roten Khmer wurde der Krama zur Identifizierung von Bevölkerungsgruppen eingesetzt. Vermeintliche Verräter wurden gezwungen, grüne oder blaue Kramas zu tragen. Anhänger der kommunistischen Partei trugen rote Kramas.
Im Jahr 2024 wurde „Kulturelle Praktiken und Ausdrucksformen im Zusammenhang mit Krama, einem traditionellen gewebten Textil in Kambodscha“ von der UNESCO in die Repräsentative Liste des immateriellen Kulturerbes der Menschheit aufgenommen.